# 茹埃拉贝
茹埃拉贝（法語：Joué-l'Abbé，法語發音：[ʒwe labe]）是法国萨尔特省的一个市镇，属于勒芒区。

## 地理
茹埃拉贝（48°6'37"N, 0°13'2"E）面积10.39 平方千米，位于法国卢瓦尔河地区大区萨尔特省，该省份为法国西北部内陆省份，北起顺时针与奥恩省、厄尔-卢瓦省、卢瓦-谢尔省、安德尔-卢瓦尔省、曼恩-卢瓦尔省和马耶讷省接壤，是法国大西部的入口，连接卢瓦尔河谷、布列塔尼和巴黎盆地。
与茹埃拉贝接壤的市镇（或旧市镇、城区）包括：苏利涅苏巴隆、萨维涅莱韦克、库尔瑟伯夫、拉吉耶尔什、萨尔特河畔讷维尔。

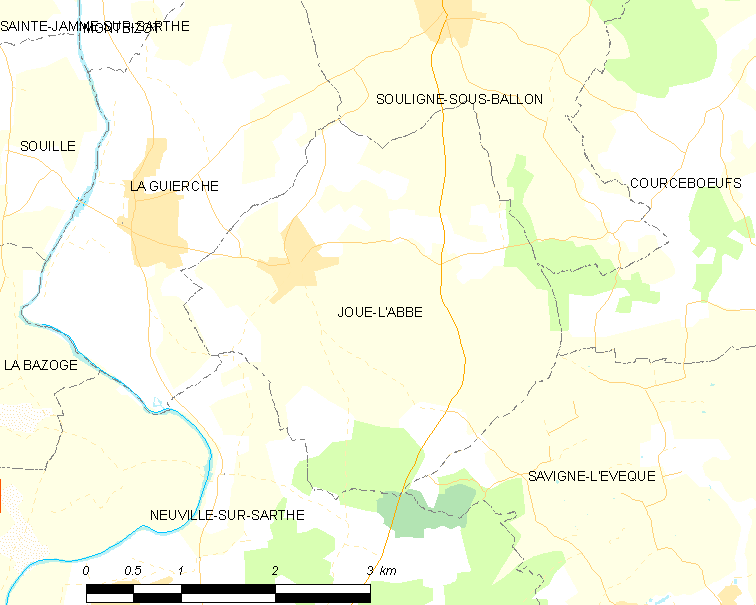
茹埃拉贝的OSM定位图

茹埃拉贝的时区为UTC+01:00、UTC+02:00（夏令时）。

## 行政
茹埃拉贝的邮政编码为72380，INSEE市镇编码为72150。

## 政治
茹埃拉贝所属的省级选区为博内塔布勒县。

## 人口

1962-2008年间茹埃拉贝人口变化图示

茹埃拉贝于2022年1月1日时的人口数量为1275人。